# Боброво (Удмуртия)
Бобро́во — бывшая деревня в Балезинском районе Удмуртии, входит в Исаковское сельское поселение.
Находилась в месте впадения в реку Кеп ручья Вужпа и речки Кернюр.
В полутора километрах находится Малый Ягошур.